# Elísabet Benavent
Elísabet Benavent, conosciuta come Betacoqueta (Gandia, 1984), è una scrittrice spagnola di romanzi di commedia romantica e autrice di numerosi libri, tra cui la saga "Nei panni di Valeria", a cui si ispira la serie televisiva Valeria.

## Biografia
Elísabet Benavent ha conseguito una laurea in Comunicazione Audiovisiva presso l'Università Cardenal Herrera CEU di Valencia. Dopo il diploma si è trasferita a Madrid dove ha conseguito il Master in Comunicazione e Arte presso l'Università Complutense. Attualmente risiede a Madrid.
Ha dichiarato che il suo hobby per la scrittura è nato quando era molto giovane, perché sua sorella le ha trasmesso la passione per la lettura, ma non sa esattamente come ha iniziato a scrivere, ha solo sentito la necessità di farlo.  È nota per il genere "romantico-contemporaneo" dei suoi romanzi, nome attribuito da lei stessa.
Elísabet Benavent ha venduto più di 3.000.000 di copie con tutte le sue pubblicazioni.

## Opere

### "Nei panni di Valeria"
- Nei panni di Valeria: Valeria sembra andare molto bene. Il suo primo libro è stato accolto molto bene, è giovane, è sposata con un uomo bello e interessante e non ha amici noiosi. Ma non tutto ciò che luccica è oro e lei lo sa molto bene. Lola, Nerea e Carmen accompagnano Valeria con i loro problemi e le loro necessità in questo viaggio alla ricerca della sincerità verso se stessi, dove tra sesso, amore e altre follie non tutto sarà facile.
- Valeria allo specchio: Valeria è immersa in un vortice emotivo.  Ha appena pubblicato il suo romanzo e ha paura delle critiche. Sta divorziando da Adrian e non è facile, non sa se vuole avere una relazione con Víctor. E mentre la protagonista teme, piange, si diverte e sogna, Lola non sa cosa fare con Sergio e si sente sola, mentre Carmen fatica a capire Borja, il suo ragazzo ed ex collega. E Nerea si alza ogni mattina con la nausea.
- Valeria in bianco e nero: Valeria trova un reggiseno che non è suo a casa di Victor e si sente umiliata, tradita e stupida. E all'improvviso appare Bruno, pericolo! Mentre il mondo è capovolto, Lola incontra Rai nelle sue lezioni di cinese, Carmen ha problemi nell'organizzare il suo matrimonio e Nerea si è stancata di essere "Nerea la fredda".
- Valeria senza veli: Valeria è con Bruno, ma perché non smette di pensare a Víctor? Ha scelto di non soffrire e Victor di essere sincero, ma i due possono essere amici? Valeria esita, tace, respira, sente e non sa che la sua vita cambierà il giorno del suo prossimo compleanno, né che Lola, Nerea e Carmen stanno cercando la loro fine della storia. O no?
- Il diario di Lola

### Altri romanzi
- La mia scelta
- Silvia
- L'orizzonte di Martina
- Sofia
- Canzoni e ricordi
- La mia isola
- Questo quaderno è per me
- Tutta la verità delle mie bugie
- Una storia perfetta